# それいけ!アンパンマン いのちの星のドーリィ
『それいけ!アンパンマン いのちの星のドーリィ』（それいけアンパンマン いのちのほしのドーリィ）は2006年（平成18年）7月15日公開の映画『それいけ!アンパンマン』シリーズ通算第18作。同時上映作品は『コキンちゃんとあおいなみだ』。
キャッチコピーは、『教えて、アンパンマン!生きることの素晴らしさ!』。
全日本私立幼稚園連合会、社会福祉法人日本保育協会、社会福祉法人全国社会福祉協議会・全国保育協議会推薦作品。

## 概要
『アンパンマンのマーチ』の歌詞にある「何のために生まれて 何をして生きるのか」（1番の歌詞）という一節がテーマとして問われる作品で、これまでの映画の中でもテーマに「生と死」という少し重いものがあり、大人の観賞にも耐えうるように作られている。ただしオープニングはいつも通り2番の歌詞を流している。
原作者のやなせたかしは公開当時、「おもしろいだけでなく感動もほしい。あまりに生命が粗末にされる時代なので今年は生命がテーマになっています」と語っている。
本作のゲスト主人公であるドーリィ役は、タレント・女優の安達祐実が担当。

## あらすじ
アンパンマン達が住む町では、かつて不毛の地だったこの世界を水と緑の豊かな世界にしたと言われる「いのちの星」に感謝するための祭の準備が進められていた。
ある日、いつものようにパトロールをしていたアンパンマンは海に漂っていた一体の人形「ドーリィ」を見つけ、彼女をパン工場へ連れ帰る。その日の夜、パン工場に一つの「いのちの星」が降ってきてドーリィの体に宿り、「いのちの星」によって命を得たドーリィは自由に動けるようになり、翌日から町で生活を始める。
生きていることや自由に動けることを喜んだドーリィは、自分の好きなことだけをするようになり、そのわがままな行いで町の人々を困らせてしまう。さらに、自身を助けてくれたアンパンマンの「困っている人を助ける為に生きる」という考えまで否定してしまった。やがてある日、ドーリィは自分の「いのちの星」が体に溶け込んでおらず、徐々に小さくなっていることに気づき、このままでは元の人形に戻ってしまうと恐れ始める。

## 登場キャラクター（キャスト）

### レギュラーキャラクター
アンパンマン
声 - 戸田恵子
偶然にも壊れたドーリィを見つける。終盤にてスーパーかびだんだんから彼女を庇って全身にカビを浴びせられた挙句、体からいのちの星が抜けてしまい、事実上の「死」を迎えてしまう。
その後、ドーリィが差し出したいのちの星の力で復活し、スーパーかびだんだんを撃退した。

ばいきんまん
声 - 中尾隆聖
冒頭では子供達が作った星の飾りを切り刻もうとするがアンパンマンによって阻止された。その後はスーパーかびだんだんを使って星祭りを『バイキンカビ祭り』に変えて台無しにしようとする。しかし、ドキンちゃんとの操縦桿の取り合いの末にドキンちゃんが操縦桿を壊したことで暴走したスーパーかびだんだんによってかびるんるんにされホラーマン・ドキンちゃんと一緒に吹き飛ばされ退散。EDでバイキン城内のメカで元の姿に戻った。
尚、自分の作ったメカがアンパンマンを倒した（殺した）ことを最後まで知らないままだった。
ジャムおじさん
声 - 増岡弘
ドーリィにアンパンマンが生まれた時の話をする。バタコさん達と共にバイキンカビツリーによって身動きが取れなくなっていたが、根元が折れた事で新しい顔を焼けるようになった。終盤にてかびだんだんの攻撃によってアンパンマンからいのちの星が抜けたことに気づき、「いくら新しい顔を焼いても、アンパンマンが元に戻ることは二度とない」と悟った。
バタコさん
声 - 佐久間レイ
アンパンマンが連れ帰って来たドーリィの体を洗ってあげた。アンパンマンに新しい顔を投げるも、いのちの星が抜けたため失敗に終わった。
めいけんチーズ
声 - 山寺宏一
ドーリィにいのちの星が宿った瞬間を目撃する。メロンパンナ、クリームパンダと一緒にアメンボバイキンロボにかびるんるんの姿に変えられてしまうが、アンパンマンがスーパーかびだんだんを倒したことで元に戻った。
ドキンちゃん
声 - 鶴ひろみ
ばいきんまんにドーリィを拉致させ、彼女を「とってもかわいいなちゃん」と名付けて服従させようとする（「すっごくかわいいなちゃん」「やっぱりかわいいなちゃん」などの時もある）。しょくぱんまんがかびるんるんの姿に変えられてしまった時は、初めは怒っていたものの「ちょっとキュートでいいかも」とすぐに気に入っていた。その後、再びドーリィを捕まえようとアメンボバイキンロボ(スーパーカビだんだんの操縦ロボ)の操縦桿がばいきんまんと取り合いになった結果、ドキンちゃんは操縦桿を壊してしまい、スーパーカビだんだんが暴走し、最後はホラーマン達と一緒にカビるんるんにされそのまま退散。
しょくぱんまん
声 - 島本須美
スーパーかびだんだんの操縦を止める為にアメンボバイキンロボを先に攻めようとしたが、スーパーかびだんだんによって、カレーパンマンと共にかびるんるんにされてしまうが、アンパンマンがスーパーかびだんだんを倒したことで元に戻った。
カレーパンマン
声 - 柳沢三千代
スーパーかびだんだんの操縦を止める為にアメンボバイキンロボを先に攻めようとしたが、『リリカル☆マジカルまほうの学校』以来12年ぶりに、再度かびるんるんに変身してしまう（姿も前作とある程度似ている）が、アンパンマンがスーパーかびだんだんを倒したことで元に戻った。
メロンパンナ
声 - かないみか
チーズ、クリームパンダと一緒にアメンボバイキンロボにかびるんるんの姿に変えられてしまうが、アンパンマンがスーパーかびだんだんを倒したことで元に戻った。
ロールパンナ
声 - 冨永みーな
『夢猫の国のニャニイ』よりさらに出番が少なく、ワンシーンのみの登場だった。メロンパンナ以下レギュラーキャラクターとの絡みも皆無であるが、自分が命を持った意味に悩むドーリィと2人きりで会話することになる。
クリームパンダ
声 - 長沢美樹
ドーリィの自分勝手な振る舞いに腹を立てていた。また、彼女から「くたびれパンダ」と名前を間違えられる。チーズ、メロンパンナと一緒にアメンボバイキンロボにかびるんるんの姿に変えられてしまうが、アンパンマンがスーパーかびだんだんを倒したことで元に戻った。
ホラーマン
声 - 肝付兼太
本作でもばいきんまん側に付いている。序盤ではドキンちゃんに同行し、ドーリィを捕まえようとするが蜂の巣を破壊したことで蜂に刺される。後半ではばいきんまん達と共にスーパーカビだんだんの操縦機に乗って戦いに参加する。ばいきんまんとドキンちゃんの操縦桿の取り合いに何故か便乗しようとしていた。ドキンちゃんが操縦桿を壊したことで、スーパーカビだんだんが暴走し、ばいきんまん・ドキンちゃんと一緒にかびるんるんにされ退散。
どんぶりまんトリオ
てんどんまん
声 - 坂本千夏
カツドンマン
声 - 三ツ矢雄二
かまめしどん
声 - 山寺宏一
星祭りで丼物の屋台を開く。
みみせんせい
声 - 滝沢ロコ
メロンパンナ、クリームパンダ、カバオくんら子供達と「星祭り」の準備を進めていた。
カバオくん
声 - 山寺宏一
ピョン吉
声 - 原えりこ
ウサ子
声 - 中村ひろみ
ちびぞうくん
声 - 坂本千夏
わがままなドーリィの事を「甘やかされて育って来た」と決め付けて彼女を怒らせる。
かびるんるん
やみるんるん

### ゲストキャラクター
ドーリィ
声 - 安達祐実
性別 - 女
アンパンマン同様にいのちの星の力で命を持った女の子の人形。全裸で髪もない古びた木偶人形の姿だったが、いのちの星が宿ったことにより、金髪に青いドレスをみにまとった女の子らしい出立ちに変わった。
活発な性格で、わがままだが本当は寂しがり屋である。
かつて自分勝手な持ち主に乱暴な扱いを受けた挙句、海に捨てられるという悲しい仕打ちを受けたため、自分の好きなことだけをして生きることにこだわってわがままな振る舞いを繰り返していた。他人を思いやる気持ちがなかったため、いのちの星が体に溶け込まず消耗しつつあり、元の古びた人形に戻ってしまうことを恐れていたが、スーパーかびだんだんに最期まで立ち向かったアンパンマンの姿を見てその理由に気づき、いのちの星を失って落命したアンパンマンに自分のいのちの星を捧げてアンパンマンを復活させたのと引き換えに元の古びた人形に戻ってしまう。その後、再びたくさんのいのちの星が降り注ぎ、新たないのちの星を宿したことで生まれ変わった（髪型や服装も以前のものと異なり、村娘風）。

### その他の登場キャラクター
SLマン
レール上に木が横たわり立ち往生していた所をアンパンマンに助けて貰った。台詞はない。
うめぼしばあや
ネコ美
クマ太
ブタお
モン吉
コン太
モオさん
蜂たち
学校の裏の木で巣を作っていたが、ドキンちゃんとホラーマンに巣を壊され、怒って彼女たちを刺しまくった。

## 用語
いのちの星
荒れ果てたアンパンマンワールドの大地に豊かな自然をもたらしてくれたと言われている。アンパンマンやドーリィの生命の源でもある。他人を思う気持ちがないと体内に溶け込まず、そのまま力が弱まり最終的には消滅してしまう。いのちの星の消滅は「死」を意味する。
星祭り
アンパンマン達の住む町で年に一度開催される祭事。住民は皆、紙で作った星や星型の街灯を町中に飾ったりして、祭りを楽しみつついのちの星に感謝をする。学校の子供達による『アンパンマンのマーチ』の合唱会も行われる。

### 乗り物と道具
アンパンマン号
ドキンUFO

#### バイキンメカ
バイキンUFO
バイキン星の雷から逃れようとドーリィが乗り込み、そのままバイキン城から空の彼方まで飛ばされた。その後は残骸と化し彼女を乗せて海の上を漂っていた。
かびだんだん
ばいきんまんがアンパンマンを倒すために新たに作ったロボット。顔部分はかびるんるん、胴体はだだんだんに似ている。
元々は、ばいきんまんがドキンちゃんのために命を持った人形を作るつもりだった筈が、彼女の話をろくに聞いていなかったため、彼女の要望とは無関係の破壊ロボットとして誕生、怒ったドキンちゃんの飛び蹴りによってバイキン城から落とされたが、バイキン星の雷の力で『スーパーかびだんだん』にパワーアップした。
スーパーかびだんだん
声 - 西村朋紘
バイキンメカを参照。
アメンボバイキンロボ
こちらもバイキンメカを参照。
コンピューター
声 - 冨永みーな
バイキン城にある音声機能付きコンピューター。「ばいきんまんはアンパンマンに勝てない」と馬鹿にした事で彼に破壊された。この時モニターに表示されていたエラー画面が、ばいきんまんに雷の力で新しいバイキンメカを作るきっかけを与える事となった。モニターにはアンパンマンとばいきんまんの過去の戦いの様子が映し出されていた。

## スタッフ
- 製作 - 松元理人
- 企画 - 奥田誠治
- 原作 - やなせたかし「いのちのほしのドーリィ」（フレーベル館刊）
- プロデューサー - 柳内一彦、山崎喜一朗、小野利恵子
- 脚本 - 金春智子
- 主題歌 - やなせたかし、三木たかし
- 音楽 - いずみたく、近藤浩章
- キャラクターデザイン・作画監督 - 前田実
- 美術 - 石垣努、小山田有希
- 色彩設計 - 金井てるみ
- 撮影 - 白尾仁志
- 編集 - 鶴淵允寿、鶴淵和子
- 音響監督 - 山田知明
- 音楽監督 - 鈴木清司
- 音響効果 - 糸川幸良
- 演出 - 島崎奈々子
- 文芸担当 - 小野田博之
- 担当プロデューサー - 久保雄輔
- 監督 - 矢野博之
- 原画 - 菖蒲隆彦、星名靖男、薄谷栄之、遠藤栄一、山内貴美子、とみながまり、山中純子、和田佳純、他
- 作画監督補 - 星名靖男、大道博政
- 協力 - 読売新聞社
- 製作 - アンパンマン製作委員会（日本テレビ、VAP、トムス・エンタテインメント、フレーベル館、やなせスタジオ）
- 配給 - 東京テアトル、メディアボックス

## 楽曲
オープニング『アンパンマンのマーチ』
エンディング『勇気りんりん』
作詞：やなせたかし、作曲：三木たかし、編曲：大谷和夫、歌：ドリーミング
テーマ曲『ドーリィのいのち』
作詞：やなせたかし、作曲：MICHEL KAMA、古賀稔宏、編曲：古賀稔宏、歌：ドリーミング
歌詞の最後は、『アンパンマンのマーチ』とのつながりを感じさせる部分がある。
挿入歌『カンタータ"アンパンマンのマーチ"～悲壮な戦い～』
作詞：やなせたかし、作曲：三木たかし、編曲：近藤浩章、歌：安西康高、永井崇多宏、遠山敦、石塚勇
『アンパンマンのマーチ』の1番を男声合唱風にアレンジした楽曲。

## それいけ!アンパンマン コキンちゃんとあおいなみだ
『それいけ!アンパンマン いのちの星のドーリィ』の同時上映作品。

### あらすじ
宇宙から卵が落ちてきた。卵から出てきた女の子は、ドキンちゃんの妹「コキンちゃん」だった。
嘘泣きの名人であるコキンちゃんは、青い涙で次々と周りの人々を泣かせてしまうが、ブラックバードンのひなまで泣かせてしまい…。

### 登場キャラクター（キャスト）

#### レギュラーキャラクター
アンパンマン
声 - 戸田恵子
ばいきんまん
声 - 中尾隆聖
ジャムおじさん
声 - 増岡弘
バタコさん
声 - 佐久間レイ
めいけんチーズ
声 - 山寺宏一
ドキンちゃん
声 - 鶴ひろみ
しょくぱんまん
声 - 島本須美
カレーパンマン
声 - 柳沢三千代
メロンパンナ
声 - かないみか
次回作の同時上映から3年間登場しなくなる､その代わり次回作の同時上映のみクリームパンダが登場する。
ホラーマン
声 - 肝付兼太
どんぶりまんトリオ
てんどんまん
声 - 坂本千夏
カツドンマン
声 - 三ツ矢雄二
かまめしどん
声 - 山寺宏一

### ゲストキャラクター
コキンちゃん
声 - 乙葉
ドキンちゃんの妹分で、外見や性格がそっくり。嘘泣きの名人で、彼女の「あおいなみだ」にかかると悲しくないのに泣いてしまう。終盤ではドキンちゃんから「でも、無事で良かった…。」と抱き合った後、「ごめんなさい、お姉ちゃーん。」と仲直りした時に涙ぐんで泣いた。
本作公開後の2007年9月14日（関東）よりTVシリーズに登場するようになるが、平野綾が声優担当している。アンパンマンの登場人物一覧も参照。
フラワーマン
声 - 藤井恒久（日本テレビアナウンサー）
花屋の男性。コキンちゃんの「あおいなみだ」の被害者の一人。
ブラックバードン
声 - 藤井恒久
黒いメスの怪鳥。ひなを泣かしたコキンちゃんを襲う。
ブラックバードンのひな
声 - 藤井恒久
薄紫色の体色の雛鳥。コキンちゃんに泣かされる。

### その他の登場キャラクター
でかこ母さん
声 - 島本須美
ネコのお母さん
声 - 夏樹リオ
かびるんるん
べろべろまん
やみるんるん
ちくりん
みみせんせい
声 − 滝沢ロコ
ちびぞうくん
カバオくん
声 − 山寺宏一
ウサコ
ピョン吉
モン吉
クマ太
ネコ美
ブタお
コン太

### 乗り物
ブルー・ティアーズ号
コキンちゃん専用の青いUFOで、ばいきんまんが作った。ドキンUFOと同じ性能。後のTVシリーズにも登場する。
ボーリングロボ
バイキン城にあった開発中のロボット。右手に持っている巨大なボールでボウリングをする。コキンちゃんがいたずらに使い、ばいきんまんがひどい目に遭った。

### スタッフ
- 原作 - やなせたかし「アンパンマンとあおいなみだ」（フレーベル館刊）
- 製作 - 松元理人、大島満
- プロデューサー - 吉野朋子、柳内一彦、小野利恵子
- 脚本 - 菅良幸
- 音楽 - いずみたく、近藤浩章
- キャラクターデザイン - 前田実
- 作画監督 - 伊東誠
- 美術監督 - 水谷利春
- 色彩設計 - 平山礼子
- 撮影監督 - 川田敏寛
- 編集 - 鶴渕和子、鶴渕允寿
- 音響監督 - 山田知明
- 音楽監督 - 鈴木清司
- 音響効果 - 糸川幸良
- 文芸担当 - 小野田博之
- 担当プロデューサー - 久保雄輔
- 監督 - 日巻裕二
- 原画 - 伊東誠、星野絵美、小松香苗
- アニメーション制作 - 東京ムービー
- 協力 - 読売広告社
- 製作 - バップ

### 楽曲
エンディング『あおいなみだ』
作詞：やなせたかし、作曲：MICHEL KAMA、チープ広石、編曲：チープ広石、歌：乙葉
エンディングではダイジェストとエピローグが交互に流れ、エピローグはスタッフロール終了後も続く。